# Lý thuyết liên kết hóa trị
Trong hóa học lý thuyết liên kết hóa trị (tiếng Anh: VB, Valence Bond) là một trong hai lý thuyết cơ bản, cùng với lý thuyết quỹ đạo phân tử (MO, Molecular Orbital) được phát triển để sử dụng các phương pháp của cơ học lượng tử vào giải thích về liên kết hóa học. Nó tập trung vào cách các AO của các nguyên tử xen phủ nhau để tạo ra các liên kết hóa học khi một phân tử được hình thành. Ngược lại, theo lý thuyết quỹ đạo phân tử thì electron được phân bố toàn bộ phân tử .

## Lịch sử
Năm 1916, Gilbert N. Lewis đề xuất rằng một liên kết hóa học hình thành bởi sự tương tác của hai electron liên kết, với biểu diễn của các phân tử như cấu trúc Lewis. Năm 1927, thuyết Heitler–London đã được xây dựng lần đầu cho phép tính toán các tính chất liên kết của phân tử H2 trên cơ sở quan niệm của cơ học lượng tử. 
Cụ thể Walter Heitler đã xác định cách sử dụng phương trình sóng Schrödinger (1926) để chỉ ra hai hàm sóng của nguyên tử hydro với việc cộng, trừ và trao đổi thành phần để hình thành một liên kết cộng hoá trị. Sau đó ông gọi cho cộng sự của mình là Fritz London và cùng giải quyết các vấn đề của lý thuyết đó cả đêm.
Sau đó, Linus Pauling đã sử dụng các ý tưởng liên kết cặp đôi của Lewis cùng với lý thuyết Heitler-London để phát triển hai khái niệm quan trọng khác trong "lý thuyết liên kết hóa trị": sự cộng hưởng (1928) và sự liên kết quỹ đạo (1930). Theo Charles Coulson, tác giả của cuốn sách Valence lưu ý năm 1952, giai đoạn này đánh dấu sự bắt đầu của "lý thuyết liên kết hóa trị hiện đại", trái ngược với các lý thuyết liên kết hóa trị cổ điển, chủ yếu dựa trên lý thuyết điện tử của hóa trị được vạch ra trong các thành phần trước cơ học-sóng (pre-wave-mechanical terms). Lý thuyết cộng hưởng đã bị các nhà hóa học Liên Xô trong những năm 1950 chỉ trích là không hoàn hảo .

## Lý thuyết
Luận điểm cơ bản của phương pháp VB về liên kết cộng hóa trị:
Luận điểm 1: Liên kết cộng hóa trị hình thành trên cơ sở các cặp e ghép đôi có spin ngược dấu nhau và thuộc về đồng thời cả hai nguyên tử tương tác.
Luận điểm 2: Liên kết cộng hóa trị được hình thành do sự xen phủ nhau giữa các AO hóa trị của các nguyên tử tương tác (overlap: xen phủ)
Luận điểm 3: Liên kết cộng hóa trị càng bền khi mật độ e vùng xen phủ giữa các AO càng lớn. Độ xen phủ phụ thuộc vào kích thước, hình dạng và hướng xen phủ của các AO hóa trị.

## So sánh với thuyết MO
Mặc dù cả hai lý thuyết đều mô tả liên kết hóa học, nhưng lý thuyết quỹ đạo phân tử nói chung đưa ra một khuôn khổ rõ ràng hơn để dự đoán các tính chất từ tính và ion hóa. Cụ thể, thuyết MO có thể giải thích hiệu quả tính thuận từ tạo nên từ các electron độc thân, trong khi thuyết VB khó có thể giải thích chúng. Lý thuyết liên kết hóa trị xem các tính thơm (aromatic) của phân tử là do sự kết hợp spin của các orbital π. Ngược lại, lý thuyết quỹ đạo phân tử xem tính thơm là sự dịch chuyển của các electron π. Ngoài ra, lý thuyết liên kết hóa trị không thể giải thích quá trình thay đổi mức năng lượng của electron (electronic transitions) và các tính chất quang phổ hiệu quả như thuyết MO. Hơn nữa, trong khi thuyết VB sử dụng lai hóa để giải thích liên kết, nó khó có thể áp dụng với các phân tử phức tạp hơn như kim loại chuyển tiếp.

## Ứng dụng
Một khía cạnh quan trọng của lý thuyết liên kết hóa trị là điều kiện xen phủ tối đa, hình thành nên các liên kết mạnh nhất có thể. Lý thuyết này được sử dụng để giải thích sự hình thành liên kết cộng hóa trị trong nhiều phân tử.
Ví dụ, với phân tử F2, liên kết F−F được hình thành do sự xen phủ của các orbital pz của hai nguyên tử F, mỗi orbital chứa một electron độc thân. Vì sự khác nhau về tính chất và kích thước của các orbital, nên độ mạnh liên kết và độ dài liên kết giữa các nguyên tử của các phân tử H2 và F2 là khác nhau.
Trong methan (CH4), 4 AO lai hóa sp3 của nguyên tử carbon xen phủ với 4 AO s của 4 nguyên tử H tạo thành 4 liên kết σ hướng về 4 đỉnh của một tứ diện đều. Thuyết lai hóa cũng giải thích độ mạnh của các liên kết C-H trong phân tử CH4 bằng nhau.
Trong phân tử HF, liên kết cộng hóa trị được hình thành do sự xen phủ của AO 1s của H và AO 2pz của F, mỗi AO chứa 1 electron độc thân. Sự chia sẻ electron giữa H và F tạo nên liên kết cộng hóa trị trong HF.